# Polystichum neolobatum
Polystichum neolobatum är en träjonväxtart som beskrevs av Takenoshin Nakai. Polystichum neolobatum ingår i släktet Polystichum och familjen Dryopteridaceae. Inga underarter finns listade.

## Bildgalleri

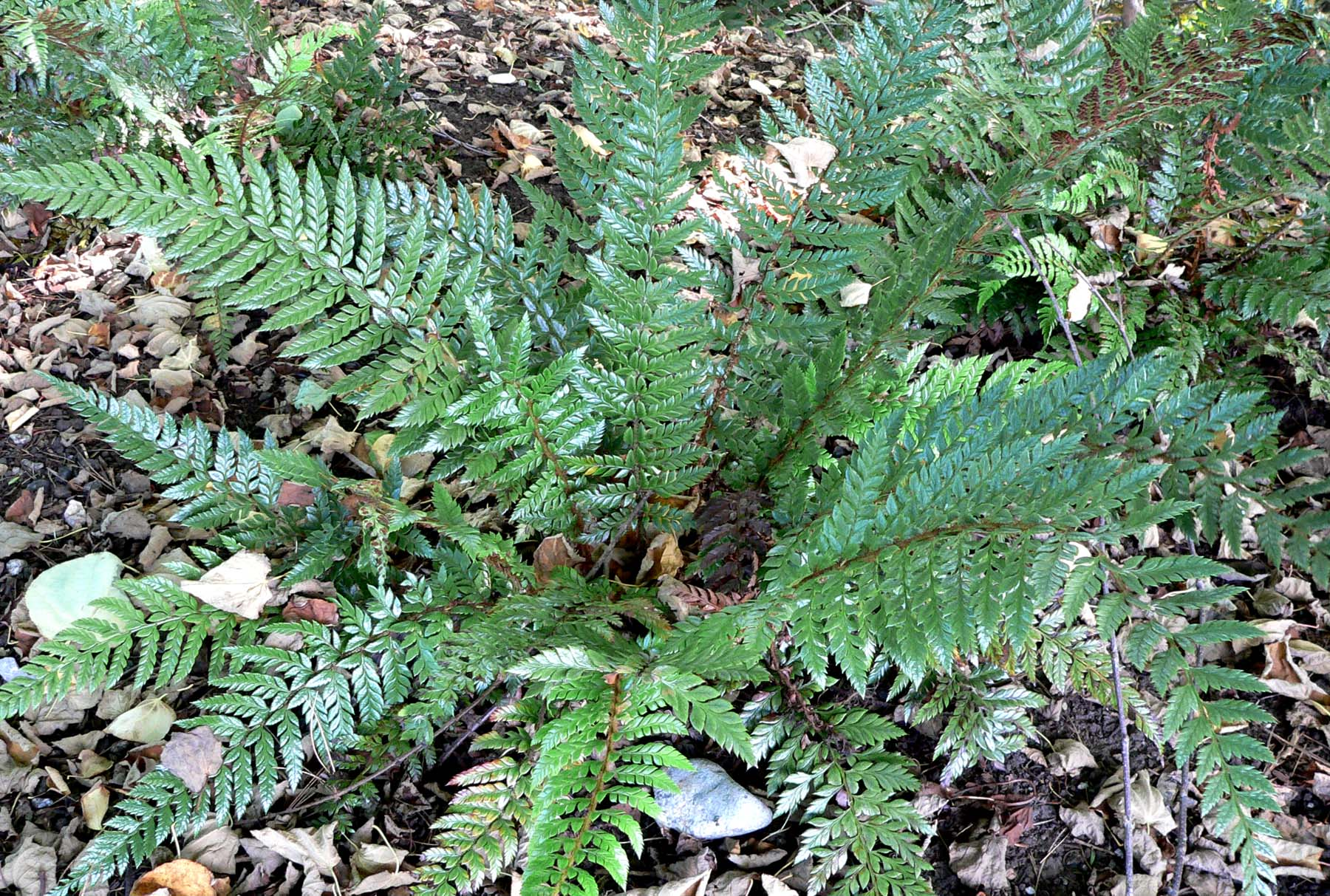
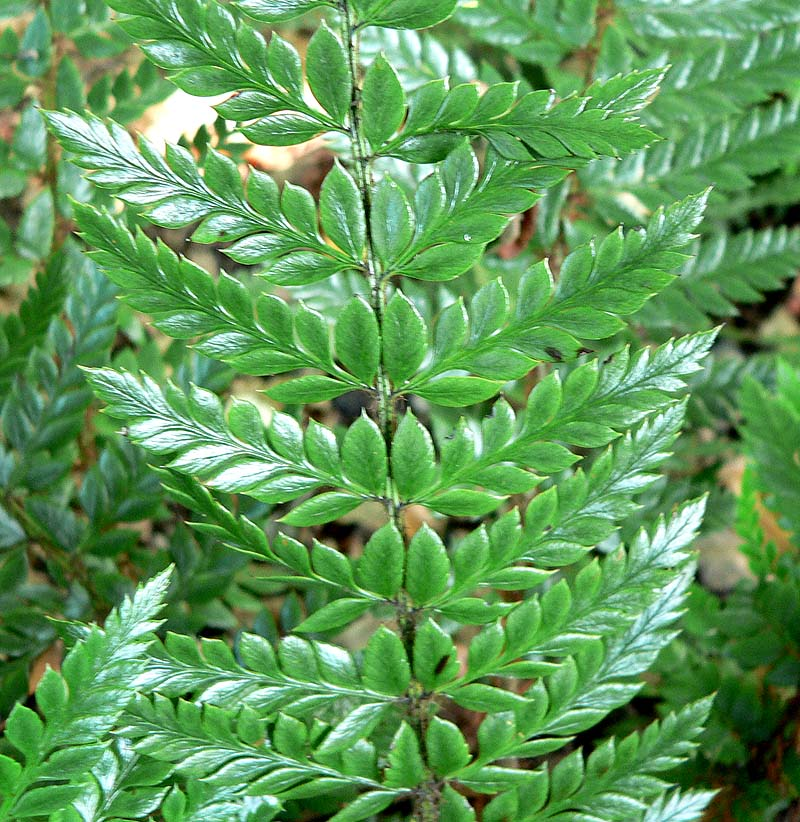
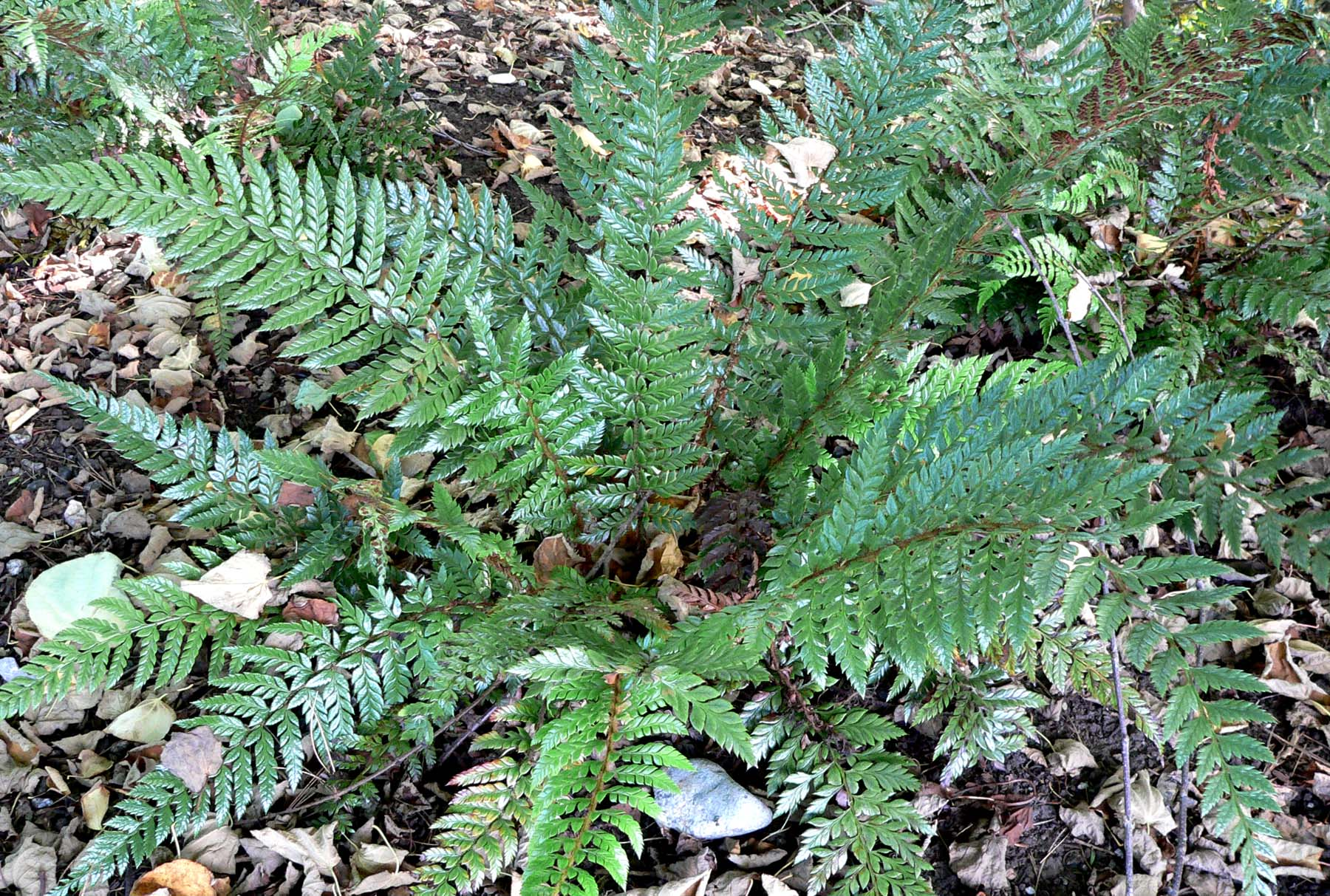